# Schlosskirche Kröchlendorff

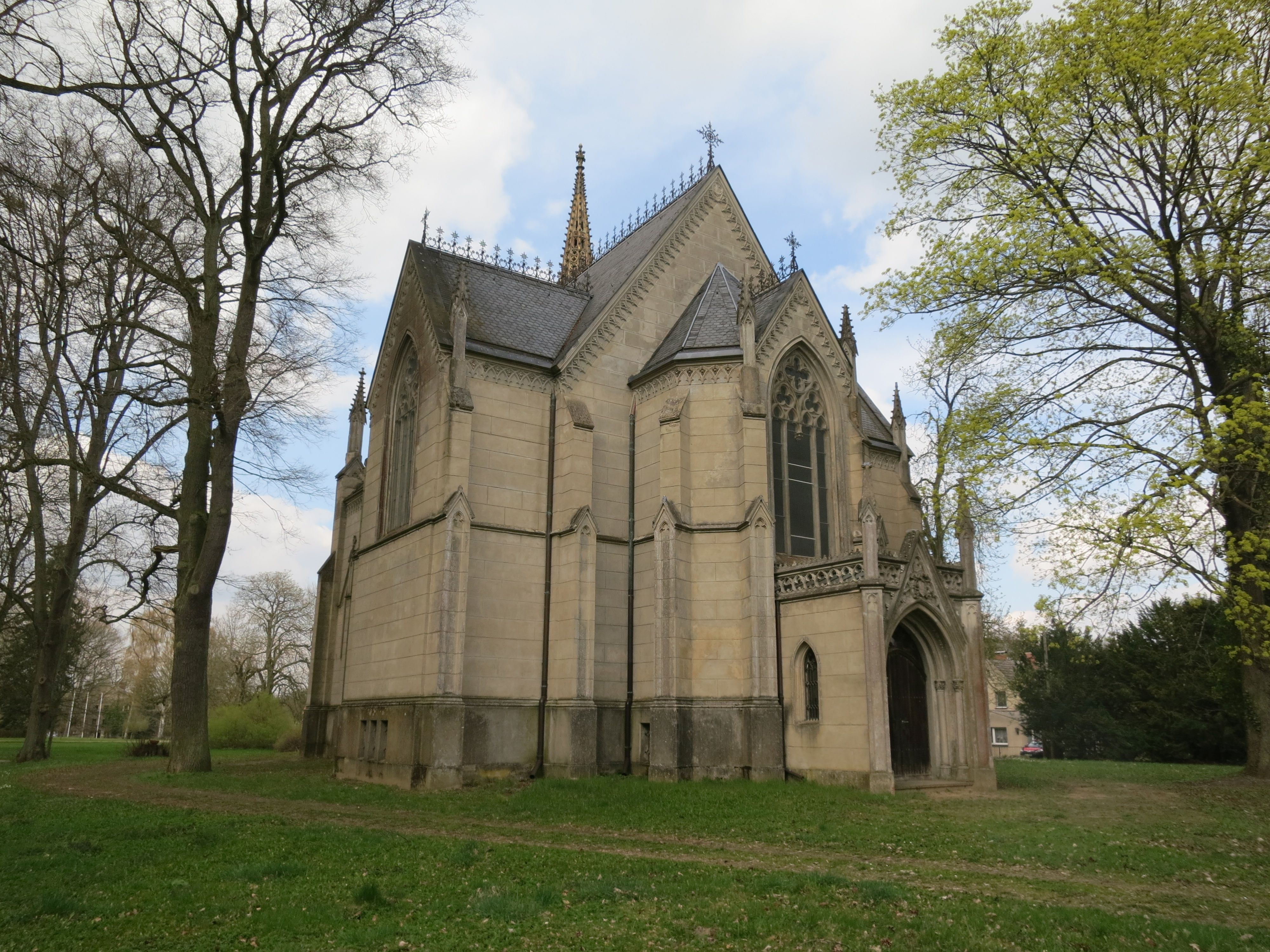
Ansicht von Südwest

Die Schlosskirche Kröchlendorff ist eine neugotische Kirche im Ortsteil Kröchlendorff der Gemeinde Nordwestuckermark im Landkreis Uckermark in Brandenburg, die auch Eigentümer der Kirche ist. Sie kann nach Anmeldung besichtigt werden.

## Geschichte und Architektur
Die Schlosskirche Kröchlendorff wurde in den Jahren 1864 bis 1868 nach Plänen von Ferdinand von Arnim errichtet und anschließend als evangelisch-reformierte Kirche genutzt.
Die in der Krypta beigesetzten Angehörigen der Familie von Arnim, darunter Malwine von Arnim (1827–1908), die Schwester Otto von Bismarcks, wurden nach der Enteignung der Familie im Jahr 1950 auf den benachbarten Friedhof umgebettet. 1961 fand der vorerst letzte Gottesdienst statt, 1968 wurde die Kirche entwidmet. Während einer längeren Zeit der Vernachlässigung und des Verfalls der Kirche ging die neugotische Ausstattung bis auf Reste der Kanzel zugrunde. 1992 übernahm die politische Gemeinde Gollmitz, heute Nordwestuckermark, das Gebäude. In den Jahren 1993 bis 2002 wurde die Kirche restauriert und als Kommunikations- und Kulturzentrum eingeweiht. Sie dient seither unter anderem als Veranstaltungsraum und als Ausstellungsgebäude. Sie wird auch für standesamtliche Trauungen und gelegentlich für Gottesdienste der Evangelischen Kirchengemeinde Potzlow-Lindenhagen im Kirchenkreis Uckermark der Evangelischen Kirche Berlin-Brandenburg-schlesische Oberlausitz genutzt.
Sie zeigt die für die deutsche Neugotik der Mitte des 19. Jahrhunderts ungewöhnlichen Formen der französischen Hochgotik, des Rayonnantstils. Das ganze Bauwerk steht auf einer Krypta mit flachen Gratgewölben, deren Grundriss dem der Kirche gleicht. Die Wände mit Putzquaderung sind durch Strebepfeiler gegliedert.
Über den Seitenschiffsfenstern sind flache Blendwimperge angeordnet, unter dem Traufgesims ein umlaufender Maßwerkfries. Die Fenster des unter dem Dachstuhl liegenden Obergadens werden durch schmale, spitze Dachgauben erhellt. Die Fassade, die Querhausfronten und die verbreiterte, übergiebelte Scheitelwand der Apsis sind mit großen Maßwerkfenstern belichtet. Vor dem Portal und der Apsis stehen jeweils schmale Vorhallen mit wimpergbekrönter, von Strebepfeilern eingefasster Spitzbogenöffnung. An der Nordwestecke der Fassade ist ein achteckiger Turm mit hohem, durchbrochenem Maßwerkhelm angeordnet.
Das Langhaus zeigt einen dreizonigen Aufriss aus profilierten Arkaden auf Pfeilern mit Kreuzgrundriss, Eckstäben und Dreivierteldienst zum Mittelschiff, Blendtriforium und Obergadenfenstern mit Maßwerk. Das Mittelschiff ist mit Kreuzrippengewölben, die Seitenschiffe mit Kreuzgratgewölben und die Querschiffarme mit Spitztonnengewölben abgeschlossen. In der Apsis finden sich eine umlaufende Blendarkatur und ein Schirmgewölbe.

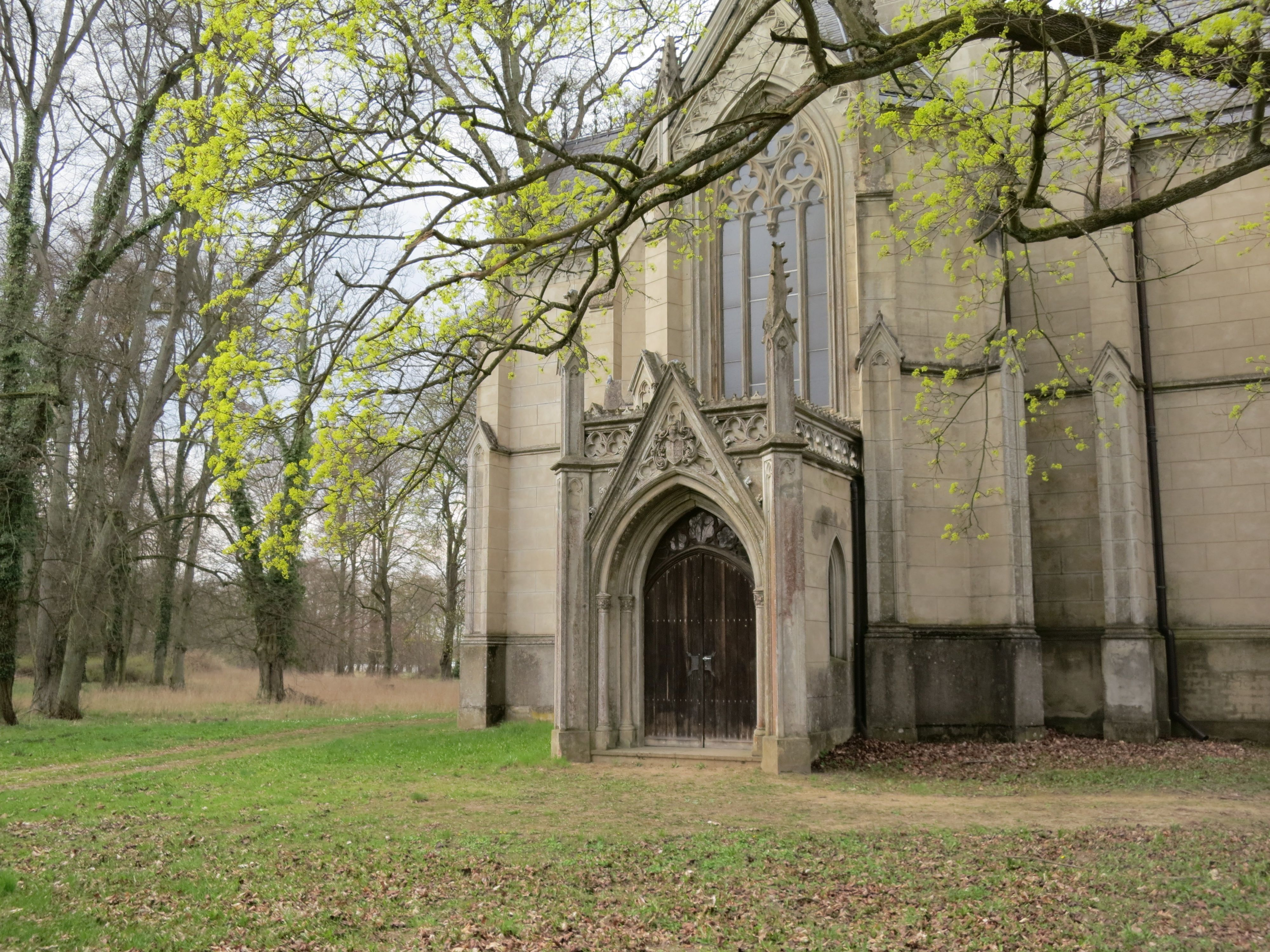
Vorhalle im Süden, Zugang zur Krypta
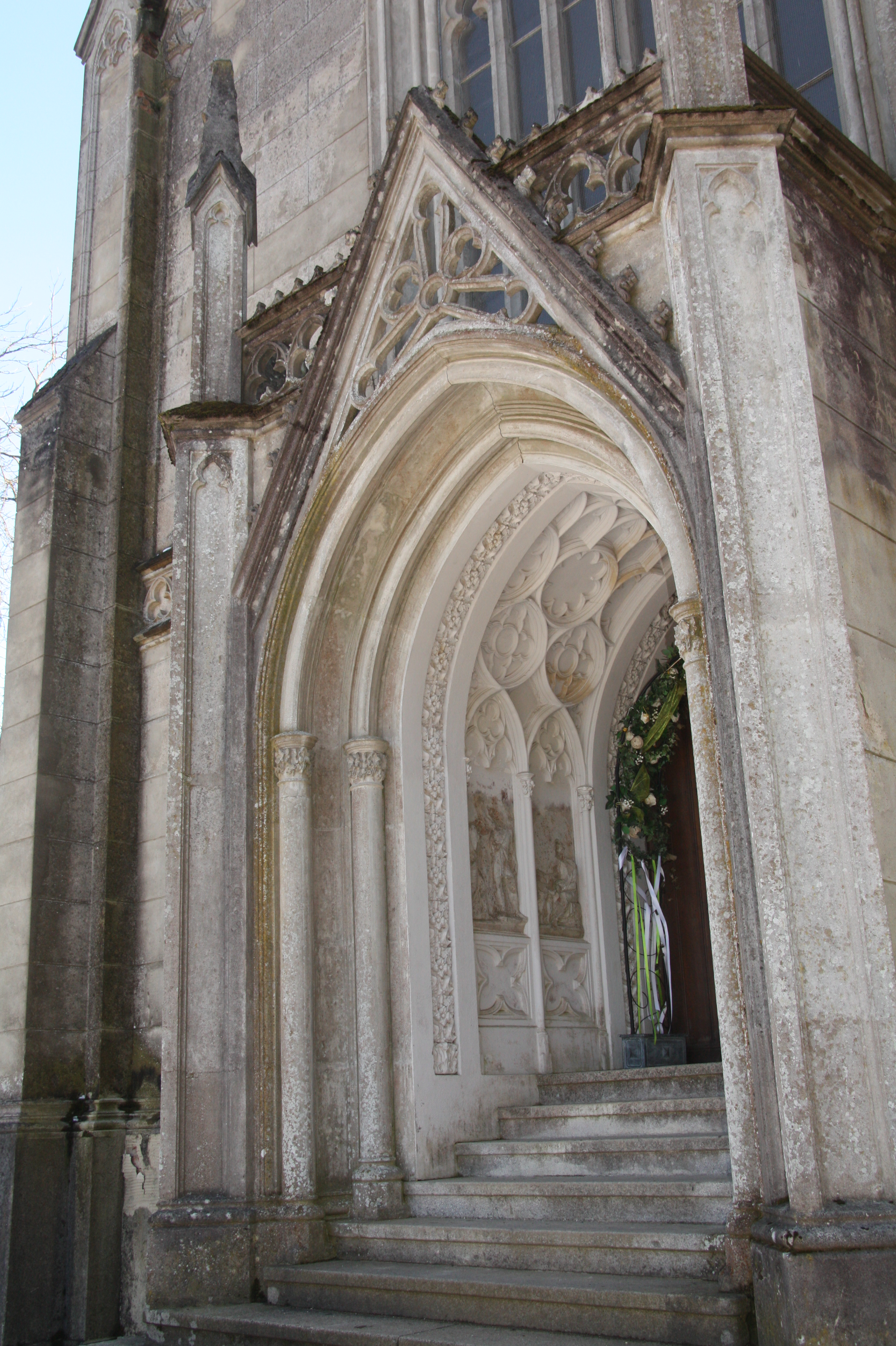
Nordportal, Vorhalle und Zugang zum Kirchenschiff
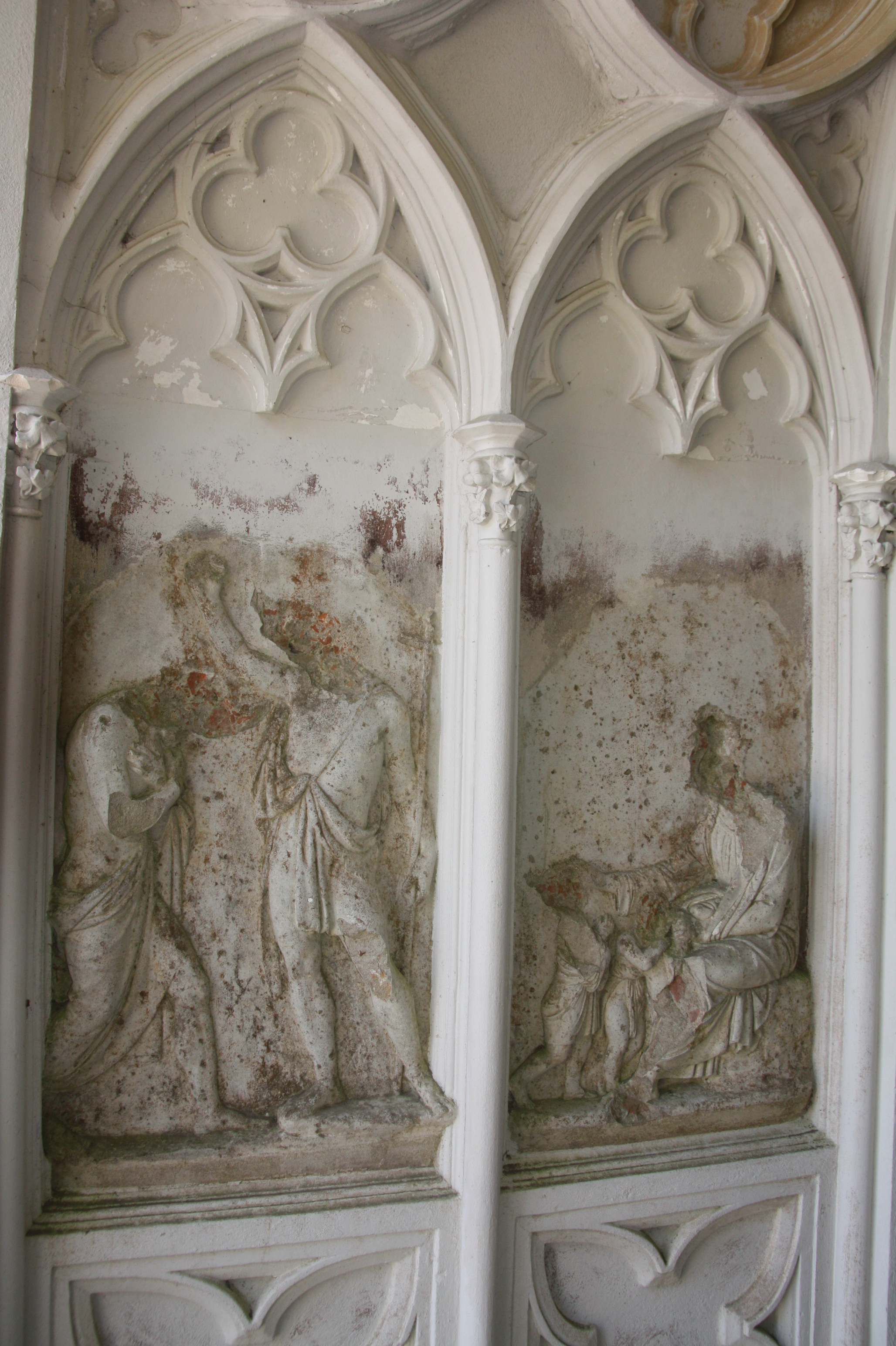
Nordportal, allegorische Reliefs in der Vorhalle
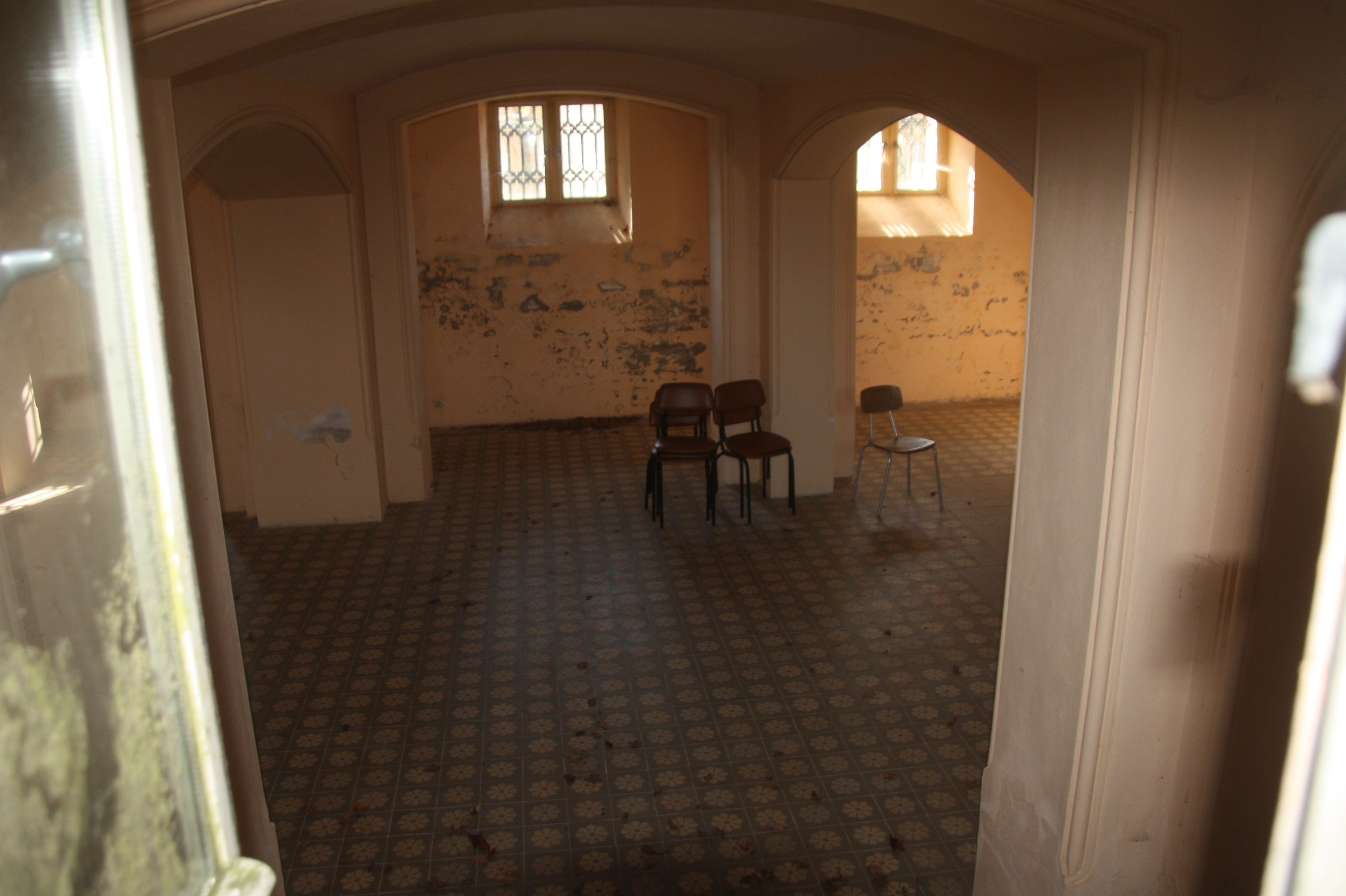
Blick in die Krypta
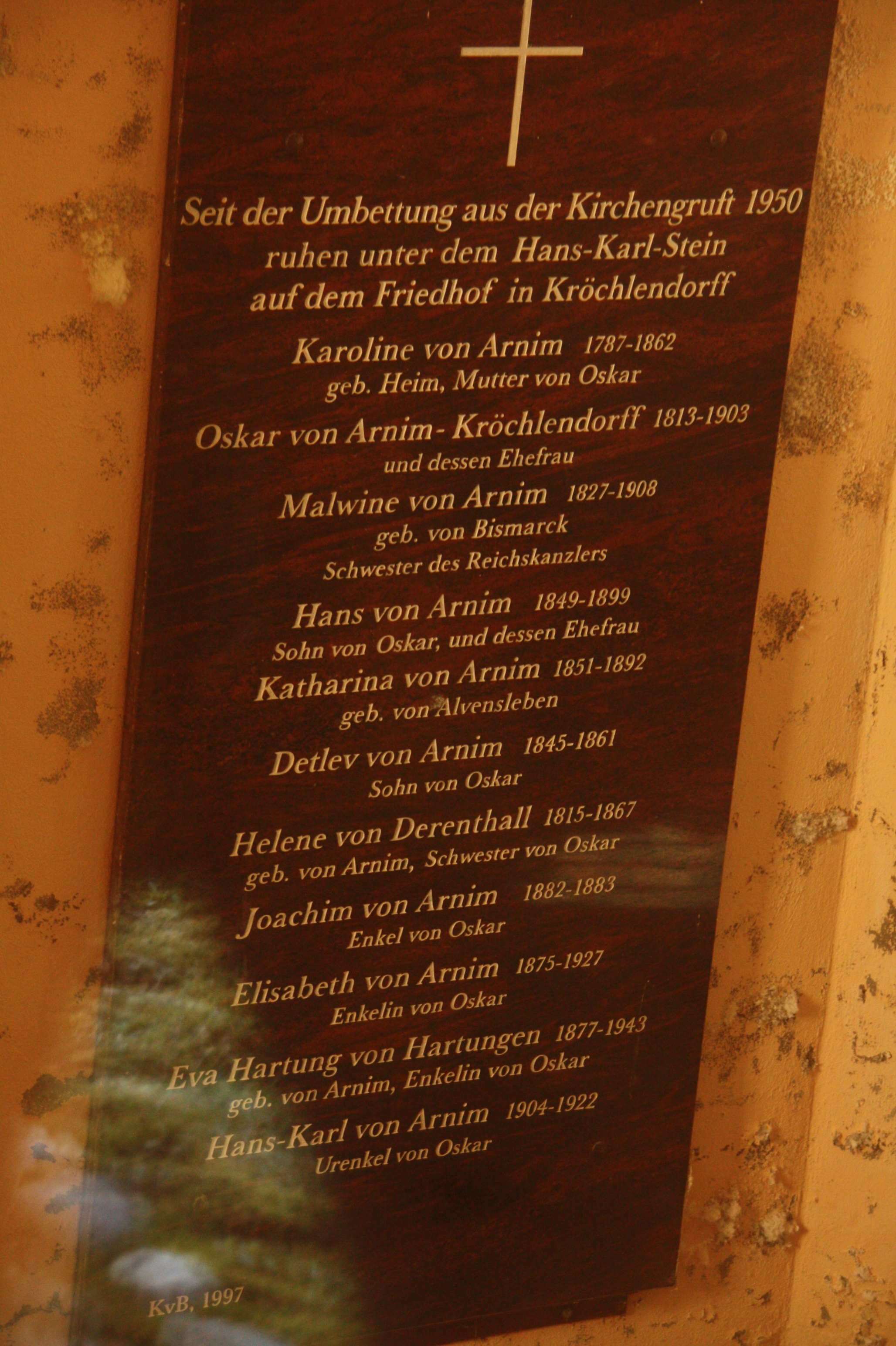
Gedenktafel für Angehörige der Familie von Arnim in der Krypta

## Ausstattung
Von der ursprünglichen Ausstattung sind nur Reste der steinernen Kanzel auf oktogonaler Stütze mit rekonstruiertem, wimpergbekröntem Schalldeckel am nordöstlichen Vierungspfeiler erhalten. In der Westvorhalle sind seitlich vier Steinreliefs mit Darstellungen der Kindheit und des Wirkens Jesu angebracht.